# Kiwi
För andra betydelser, se Kiwi (olika betydelser).
Kiwi eller kivi (Actinidia deliciosa eller A. chinensis) är en eller flera växtarter i familjen aktinidiaväxter. Det är även namnet på dess frukt, som tidigare varit känt som kinesiskt krusbär och melonette. Växten har kinesiskt ursprung, och numera är Kina, Italien och Nya Zeeland de tre största producentländerna av odlad kiwifrukt. Det moderna namnet kiwi är efter Nya Zeelands nationalsymbol, den bruna kivin.

## Biologi
Växten kiwi är en 8 till 10, ibland 20 meter hög buske. Den är en slingerväxt (lian), med dess brunröda och filthåriga skott. De hjärtlika, 7–12 centimeter stora bladen fälls under hösten. Blommorna på busken är i regel enkönade, varför han- och honblommorna finns på olika plantor (tvåbyggare). Tvåkönade sorter förekommer dock, men odling kräver då att han- och honplantor växer nära varandra. De orangegult färgade blommorna är regelbundna till växtsättet.
Artnamnet definierades ursprungligen som Actinidia chinensis, men efter examination av kinesiska plantor beslöts 1984 att den vanliga grönköttiga varianten skulle få artnamnet A. deliciosa. A. chinensis reserveras därefter för den gulköttiga gul kiwi.
Upp till 100-åriga plantor kan sätta frukt. Plantor som sattes i Nya Zeeland på 1930-talet producerade frukter år 2008. En planta hos systerarten A. arguta, planterade i Korea, beräknas vara 600 år gammal.

### Frukt och konsumtion
Frukten är oval och 3 till 8 centimenter lång. Skalet är brunludet. Det saftiga och friskt syrliga fruktkötet är klargrönt (hos arten A. deliciosa) runt svart kärnor och vitnande i mitten. Den har vissa likheter med ett stort krusbär, vilket föranlett det alternativa namnet kinesiskt krusbär.
Kiwifrukten väger i genomsnitt 100 g.
Kiwifrukten är brun och stor som ett hönsägg, men botaniskt sett är kiwifrukten ett (hårigt) bär. Under det något strävhåriga skalet finns ett grönt, saftigt fruktkött med många små, svarta kärnor. Grön kiwi har en syrlig, krusbärsliknande smak, som blir sötare ju mognare frukten är. Kiwifrukten är mogen att ätas när fruktköttet ger efter för lätt tryck. De omogna frukterna är sura i smaken, men går utmärkt att äta. Kärnorna äts vanligen också, men inte skalet. Det går dock att äta kiwin med skalet som man äter ett äpple, men detta är något som de flesta i Sverige inte gör.

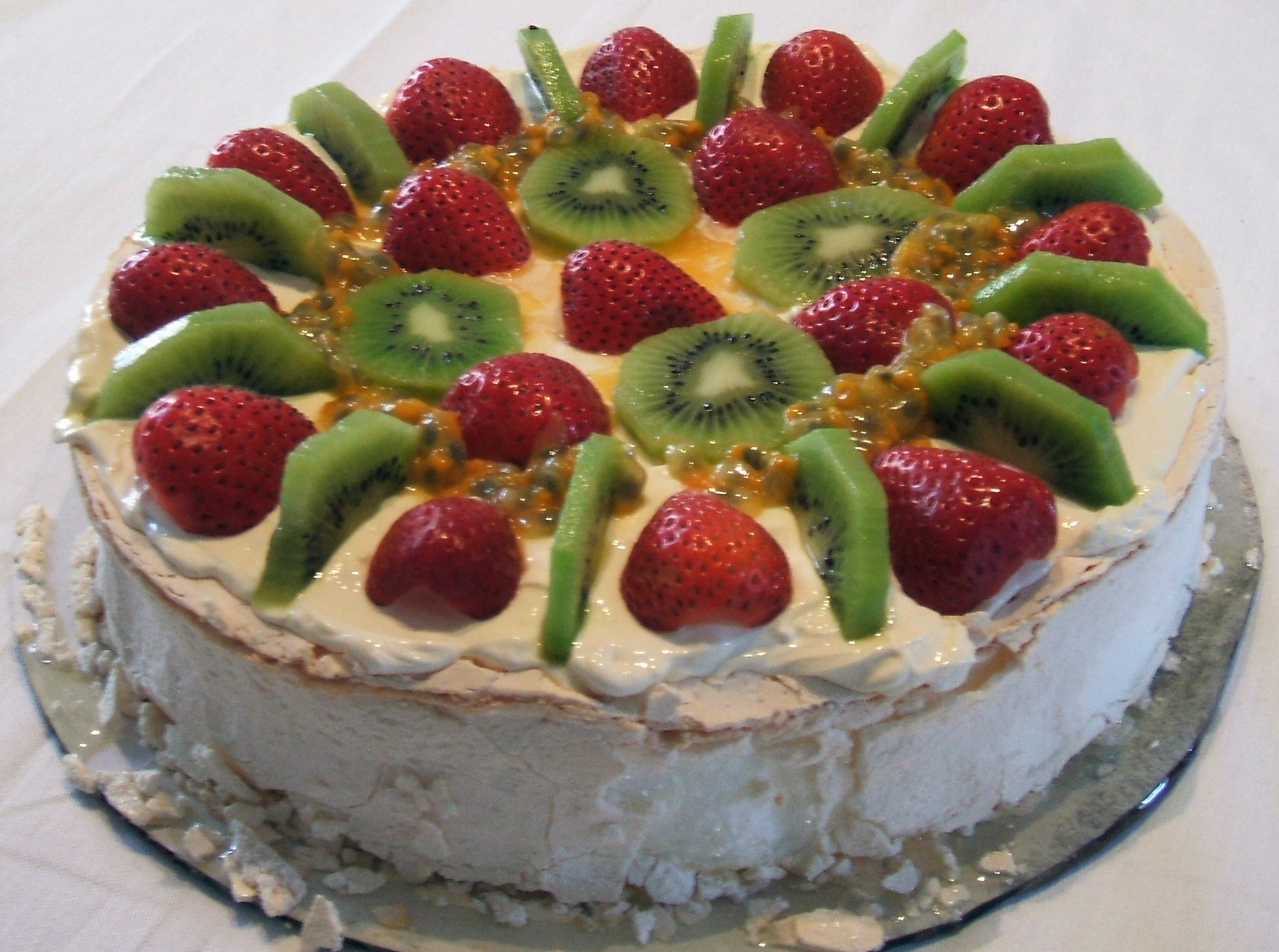
Pavlovatårta.

Oftast äts frukten som den är med sked, ibland med ett speciellt ”kiwibestick” som är formad som en kniv i ena änden och som en sked i den andra. Kiwin kan också användas i sallader eller som dekoration på tårtor och i desserter; till exempel är skivad kiwifrukt populärt på tårtsorten pavlovatårta.

## Historik och odling
Växten härstammar från Kina. Där har odling för de ätliga frukternas skull förekommit sedan 700-talet.
Under 1800-talet inleddes odling av busken i Storbritannien, men då som prydnadsväxt. 1906 inleddes odling i större skala i Nya Zeeland och då mer med tanke på den ätliga frukten. Detta skedde sedan missionärer utsända till Kina återvänt till Nya Zeeland och då fört med sig växten.

### Kommersialisering
1904 tog lärarinnan Mary Isabel Fraser med sig svarta frön från Kina till Nya Zeeland, och trädgårdsmästaren Alexander Allison omvandlade fröna till plantor. Därefter skedde korsningsförsök för att försöka få fram starkare sorter. Hortonomen Hayward Wright lyckades i slutet av 1920-talet förädla den första kommersiellt gångbara sorten Hayward, med både bättre hållbarhet och smak.
Skördarna ökade successivt, och på 1950-talet inleddes export till både Storbritannien och USA. Ordet chinese gooseberry ansågs som suspekt, så man sålde den under namnet melonette ('liten melon'). Efter en namntävling arrangerad av Auckland-baserade bolaget Turner & Growers beslöts att 1959 anta namnet kiwifruit – dels för att det påminde om Nya Zeelands nationalsymbol kivin (engelska: kiwi), dels för undvika de tullar som fanns på importerade meloner. Kiwifrukten började säljas i Sverige och Skandinavien omkring 1980.
Det finns även andra arter av kiwi, såsom gul kiwi (A. chinensis) och olika hybrider, bland annat minikiwi. Dessutom finns det idag fler kommersiella sorter av A. deliciosa än Hayward exempelvis Zespri Gold. Frukten kallas alltid kiwifruit i Australien och Nya Zeeland, eftersom kiwi används om kivifågeln eller Nya Zeelands folk.

### Produktion

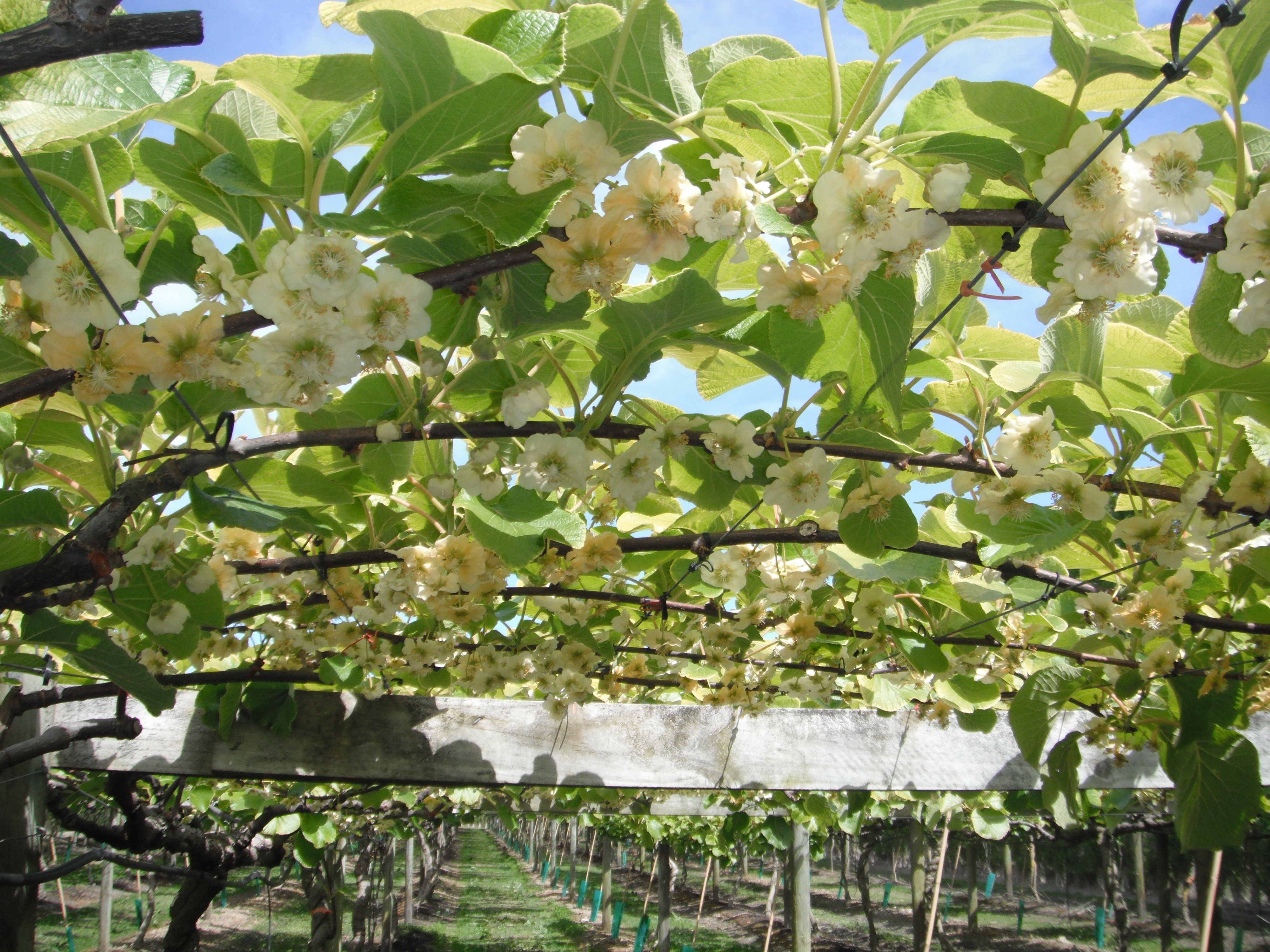
Plantering under blomningstiden.

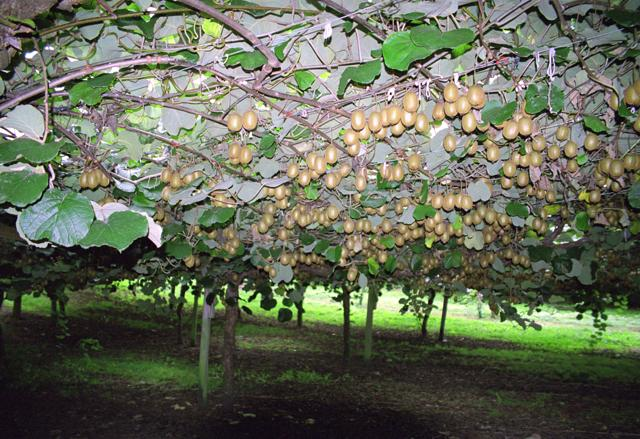
Plantering med mognande frukter.

Odling har under 1900-talet etablerats på många håll i världen, inklusive i Sydamerika, runt Medelhavet, i Afrika, Australien och USA. Sedan 1970-talet har vidare förädlingsinsatser lett till sorter som Hort16A och den gulköttiga, mangodoftande Zespri Gold. Även systerarten A. arguta med mindre frukter har introducerats i kommersiell odling.
Genom namnet har växten och frukten särskild koppling till Nya Zeeland, där frukten blev en viktig exportvara efter andra världskriget. Den exportbaserade industrin kraschade dock på sent 1980-talet, på grund av ökad konkurrens från andra länder. Därefter har den nyzeeländska kiwifruktsexporten återhämtat sig, och anno 2006 var kiwi den viktigaste exportgrödan inom frukt och grönsaker (med en 30-procentig andel).
| Nr                                                                    | Område                 | Produktion (ton) | Andel (%) |
| --------------------------------------------------------------------- | ---------------------- | ---------------- | --------- |
| 1                                                                     | Kina                   | 1 840 000        | 53,37 %   |
| 2                                                                     | Italien                | 506 958          | 14,70 %   |
| 3                                                                     | Nya Zeeland            | 410 746          | 11,91 %   |
| 4                                                                     | Chile                  | 266 017          | 7,72 %    |
| 5                                                                     | Grekland               | 171 510          | 4,97 %    |
| 6                                                                     | Frankrike              | 62 000           | 1,80 %    |
| 7                                                                     | Iran                   | 43 165           | 1,25 %    |
| 8                                                                     | Turkiet                | 31 795           | 0,92 %    |
| 9                                                                     | Japan                  | 31 600           | 0,92 %    |
| 10                                                                    | USA                    | 25 855           | 0,75 %    |
| 11                                                                    | Spanien                | 20 881           | 0,61 %    |
| 12                                                                    | Portugal               | 18 150           | 0,53 %    |
| 13                                                                    | Sydkorea               | 9 158            | 0,27 %    |
| 14                                                                    | Australien             | 4 239            | 0,12 %    |
| 15                                                                    | Israel                 | 3 500            | 0,10 %    |
| 16                                                                    | Schweiz                | 501              | 0,01 %    |
| 17                                                                    | Montenegro             | 500              | 0,01 %    |
| 18                                                                    | Kirgizistan            | 400              | 0,01 %    |
| 19                                                                    | Slovenien              | 260              | 0,01 %    |
| 20                                                                    | Bulgarien              | 208              | 0,01 %    |
| 21                                                                    | Cypern                 | 100              | 0,00 %    |
| 22                                                                    | Tunisien               | 32               | 0,00 %    |
| 23                                                                    | Kanada                 | 30               | 0,00 %    |
|                                                                       | Total världsproduktion | 3 447 605        | 100,00 %  |
| Källa: FN:s livsmedels- och jordbruksorganisation:s data för år 2014. |                        |                  |           |

## Näringsvärde och hantering
Kiwifrukt innehåller mycket C-vitamin. Kiwin innehåller ett enzym, aktinidin, som verkar nedbrytande på protein, något som kan nyttjas för att möra kött. Samtidigt hindrar enzymet gelatin från att stelna, något som förhindrar användning i vissa maträtter. Vissa människor kan vara allergiska mot enzymet. I vikthänseende är mängden kalium i kiwi något lägre jämfört med en banan. Kiwi innehåller även A-vitamin och E-vitamin, och skalet innehåller mycket flavonoida antioxidanter.
Frukten är även ofta omnämnd för att ha en mild laxativ effekt, vilket förmodligen orsakas av fruktens höga halt av kostfiber. Kiwi kan vara allergiframkallande. Frukten är en av de frukter som innehåller mest aktinidin, en allergen som en del personer kan vara överkänsliga mot.
Kiwifrukten har lång hållbarhet.

## Synonymer

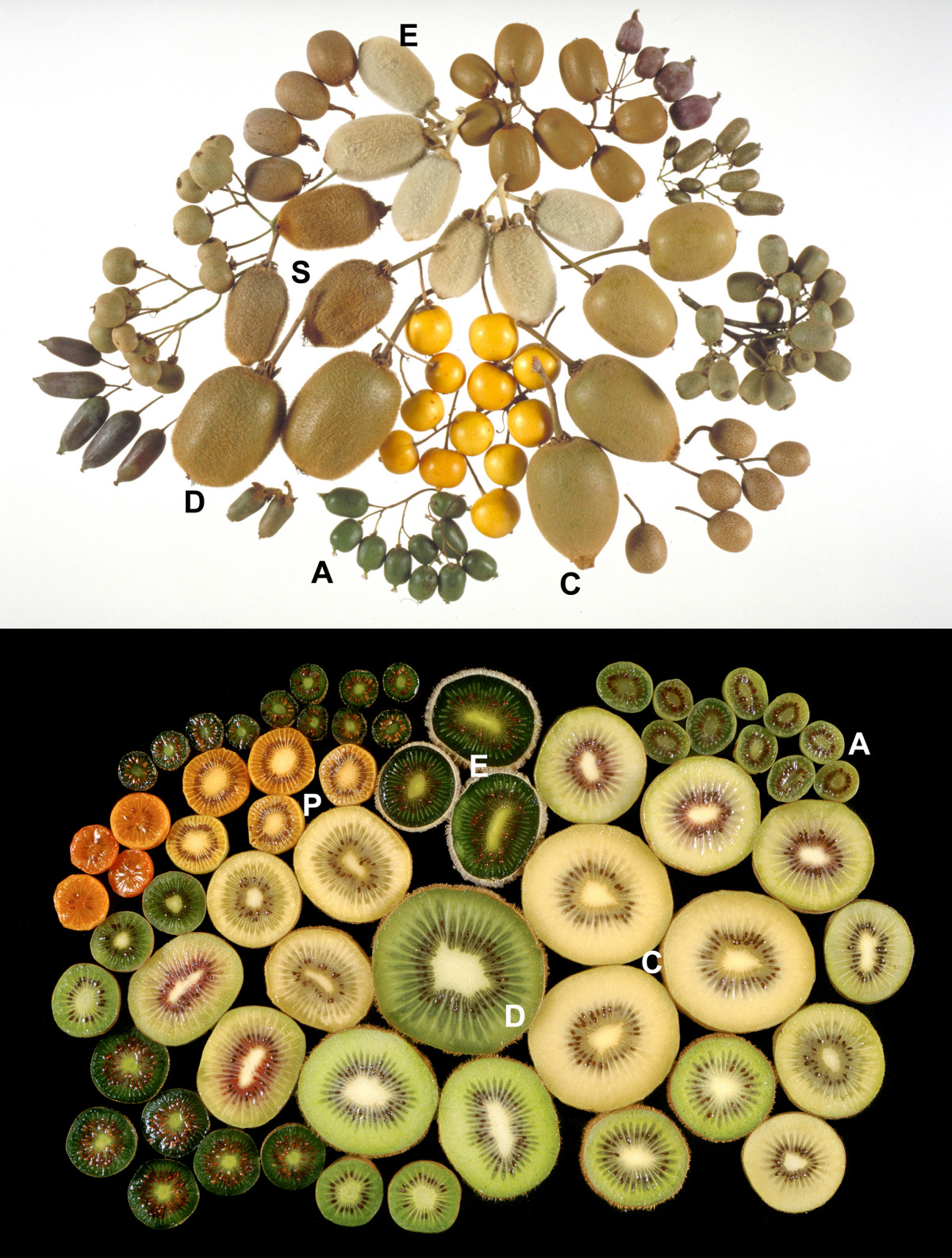
Kiwifrukter från olika arter och sorter:
A = A. arguta, C = A. chinensis, D = A. deliciosa, E = A. eriantha, I = A. indochinensis, P = A. polygama, S = A. setosa.

Actinidia chinensis f. chlorocarpa C.F.Liang
Actinidia chinensis f. lingipila C.F.Liang & R.Z.Wang
Actinidia chinensis f. longipila C.F.Liang & R.Z.Wang
Actinidia chinensis var. deliciosa (A.Chevalier) A.Chevalier
Actinidia chinensis var. hispida C.F.Liang
Actinidia deliciosa var. chlorocarpa (C.F.Liang)	C.F.Liang & A.R.Ferguson
Actinidia deliciosa var. coloris T.H.Lin & X.Y.Xiong
Actinidia deliciosa var. longipila (C.F.Liang & R.Z.Wang)	C.F.Liang & A.R.Ferguson
Actinidia latifolia var. deliciosa A.Chevalier